# James Thompson
James Thompson (n. 19 august 1906, Dundee, Scoția, Regatul Unit al Marii Britanii și Irlandei – d. 1966) a fost un înotător ce a reprezentat Canada, medaliat olimpic. A participat la o ediție a Jocurilor Olimpice (1928) în care a câștigat două medalii de bronz.